# Тигран I Єрвандід
Тигран I Єрвандід (вірм. Տիգրան Ա Երվանդունի) — вірменський цар із династії Єрвандідів, який правив близько 560–535 років до н. е..
Відповідно до вірменського національного переказу, що знайшов відображення в Мовсеса Хоренаці, Мідійське царство розгромив вірменський цар Тигран у союзі з Киром та за його допомоги..
Мовсес Хоренаці називає його «наймогутнішим та найрозумнішим із наших царів, який перевершив за хоробрістю не лише їх, але й усіх решту».